# Bibingka (Filipinas)
Bibingka es un tipo de pastel de arroz originario de Filipinas el cual es comido usualmente durante las épocas navideñas. Es tradicionalmente cocinado en ollas de barro 'revestido' con hojas de plátano.

## Sabor y textura
Este platillo tiene una textura esponjosa similar al puto, otro pastel de arroz típico de Filipinas. Este se come caliente o tibio, es ligeramente dulce con un sabor similar al del arroz con leche. Las partes superiores e inferiores suelen estar carbonizadas (y el revestimiento de las hojas de plátano contribuye al sabor también). 

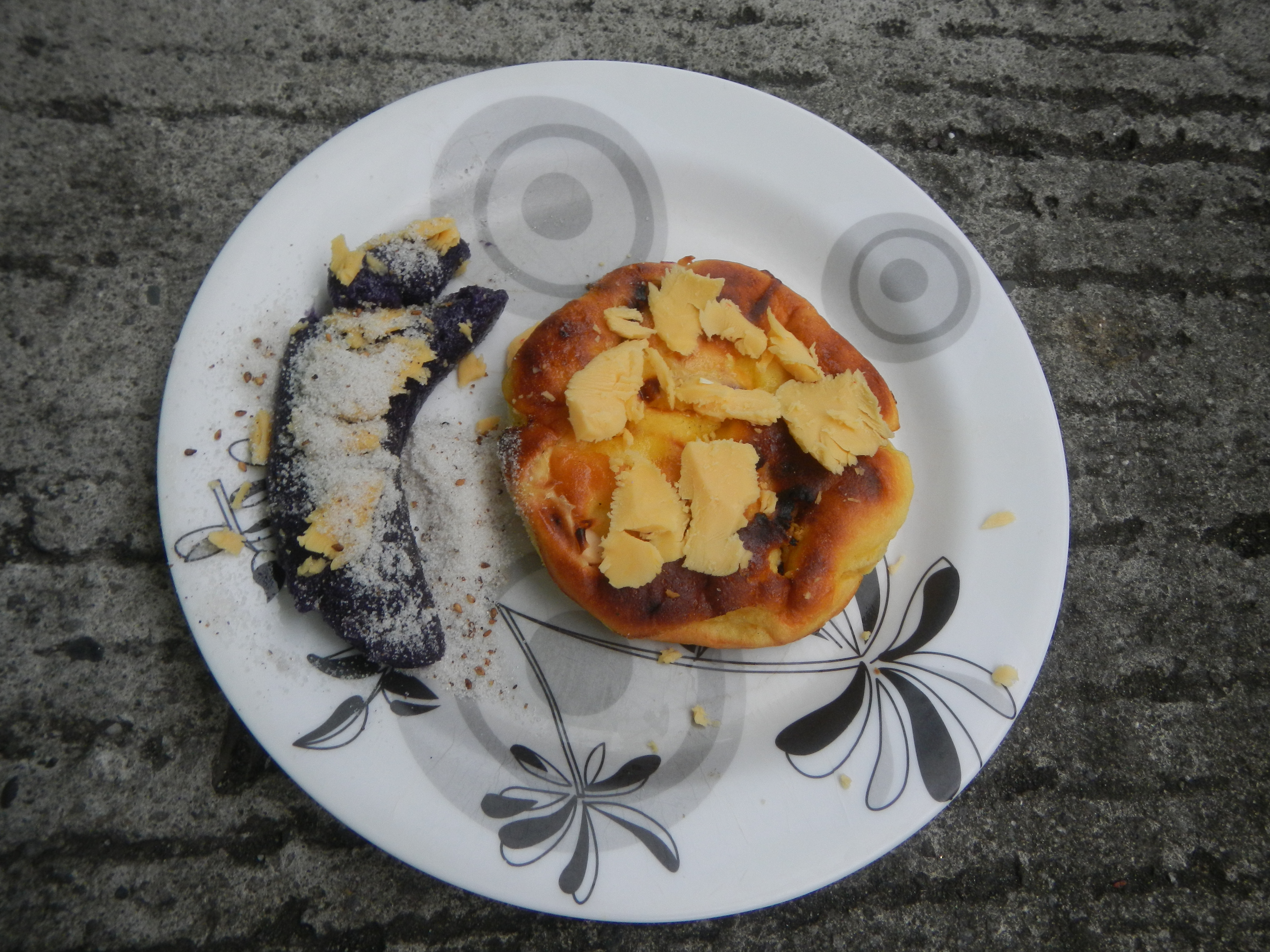
Plato con bibingka y puto

## Preparación
Bibingka es hecha con harina de arroz, leche de coco o agua. Los demás ingredientes pueden variar, pero comúnmente se ven como ingredientes secundarios los huevos y la leche. El método tradicional es en demasía tardado. Un contenedor especial de terracota el cual está forrado con una única sección de hojas de plátano. Éste es colocado sobre carbón precalentado y la mezcla de la harina de arroz y agua es vertido en él, tomando cuidado de no derramarlo sobre el contenedor. Otra hoja de plátano es añadida en la cima y cubierta con más carbón precalentado. El decorado es añadido, estos decorados consisten en lo siguiente: mantequilla/margarina, azúcar, queso o coco gratinado. Entre las decoraciones más extrañas de encontrar incluyen: pinipig (granos de arroz no maduros machacados), piña o huevos de pato salados. Una mezcla de 2 o más decoraciones son normales en un bibingka sencillo. Un bibingka con una gran cantidad de decoración (e ingredientes) en algunas ocasiones es llamado como bibingka especial. 
Los que son producidos en masa en las panaderías de Filipinas son hechos en moldes similares a los del puto o a los del puto mamon (mantecado).
El bibingka  se recomienda servirse en caliente. Un bibingka ser cortado para ser servido entre 4 o 6 personas. 

### Variaciones
Bibingka galapóng
Bibingka malagkít
Bibingkang Mandue (Mandue estilo bibingka)
Bibingkan kamoteng kahoy, más conocido como pastel cassava

## Bibingkadentro de la cultura filipina
Es tradicional de la Navidad filipina, esta es comida con puto bumbóng en la Misa de gallo filipina. Son vendidos fuera de las iglesias para ser comidos durante el desayuno.

## En otros países
La bibingka es también un plato popular navideño en Timor Oriental y algunas comunidades cristianas de Indonesia.